# Min morfars morder
Min Morfars Morder med undertitlen en film om tilgivelse er en prisbelønnet dansk dokumentarfilm fra 2004, der er instrueret af Søren Fauli og Mikala Krogh.

## Handling
Filminstruktør Søren Fauli sætter sig for at tilgive sin morfars morder, Søren Kam, den sidste nulevende danske SS-officer, for det mord, han begik imod hans morfar, Carl Henrik Clemmensen, i slutningen af Anden Verdenskrig. For Sørens mor, Mona, er dette tilgivelsesprojekt vanskeligt, for hun mistede sin far, da hun var 13 år. Og sorgen over tabet og over, at morderen stadig er på fri fod, har præget hele hendes liv. Fauli vil prøve at opsøge morderen, og via samtaler med sin mor forsøge at løsne den smerte, hun har følt igennem hele sit liv. Igennem dette nære drama, rejser filmen spørgsmål som: Hvordan tackler vi det problem, at alle krige skaber efterladte, som har mistet dem, de holder af, og hvordan forholder vi os til, at mange af bødlerne stadig er på fri fod?

## Priser
Min morfars morder modtog guldprisen for bedste dokumentarfilm i kategorien EuroDoc på Sevilla Filmfestival 2005 i Spanien.